# Kniphofia tabularis
Kniphofia tabularis là một loài thực vật có hoa trong họ Thích diệp thụ. Loài này được Marloth miêu tả khoa học đầu tiên năm 1907.